# Linda Algotsson
Linda Algotsson (né le 22 mars 1972) est une cavalière suédoise de concours complet. 
Elle a remporté les deux premières coupes du monde de concours complet d'équitation organisées en 2003 et 2004.
Participante régulière aux jeux olympiques (5 fois entre 1996 et 2016). Avec l'équipe suédoise, elle se classe deux fois (2008 et 2012) à la 4e place, son meilleur résultat individuel étant une 13e place aux jeux de 2008. Elle a également participé à cinq jeux équestres mondiaux (entre 1994 et 2010), mais aussi à plusieurs championnats d'Europe de concours complet où elle y a remporté deux médailles d'argent en individuel avec Stand By Me.
Sa sœur aînée Sara Algotsson Ostholt et son mari Frank Ostholt sont également cavaliers de concours complet.